# Reuzenpitta
De reuzenpitta (Hydrornis caeruleus; ook wel Pitta caerulea ) is een vogelsoort uit de familie van pitta's (Pittidae).

## Kenmerken
De reuzenpitta is de grootste soort pitta (29 cm). Het mannetje heeft een zwarte kopkap, lichte wenkbrauwstreep en weer een donkere oogstreep. Verder is hij hemelsblauw van boven en okerkleurig van onder met een karakteristieke smalle zwarte band op de hals en keelstreek. Het vrouwtje is van boven roodbruin met een blauwe stuit en staart. De keel is licht, met ietwat vage zwarte band (zie afbeelding) en ze heeft verder een licht okerkleurige tot bruine borst en buik.

## Leefwijze
Net als de meeste pitta’s leeft de reuzenpitta in dichte bossen in tropische gebieden. Hoewel de dieren kunnen vliegen, geven ze er doorgaans de voorkeur aan om op de grond te blijven. Hun voedsel vinden ze op bosbodem en bestaat voornamelijk uit ongewervelde dieren zoals insecten en slakken.

## Verspreiding en leefgebied
De reuzenpitta komt voor op Malakka, Borneo en mogelijk Sumatra. Van Sumatra zijn in deze eeuw geen waarnemingen meer. De soort telt twee ondersoorten:
- H. c. caeruleus: Malakka en Sumatra.
- H. c. hosei: Borneo.

Het is een vogel van laagland tropisch regenwoud tot een hoogte van 1200 m boven de zeespiegel. Deze pitta heeft de voorkeur voor moerassige stukken met veel ondergroei en is ook wel aangetroffen in secondair bos en verwaarloosde rubberplantages.

## Status
Het is een zeldzame vogel die te lijden heeft door de ontbossing, maar zich eventueel kan aanpassen in bos dat zich na selectieve kap herstelt. Daarom staat hij niet als kwetsbare maar als gevoelige soort op de Rode Lijst van de IUCN.